# Finkenbach (Bassum)
Der Finkenbach ist ein 9,4 km langer, rechtsseitiger bzw. östlicher Zufluss des Hombachs im Flusssystem der Weser. Er fließt ausschließlich im Bereich der Stadt Bassum (Landkreis Diepholz, Niedersachsen, Deutschland). 

## Verlauf
Die Quelle des Finkenbachs befindet sich zwischen Neubruchhausen und der Kernstadt Bassum. Von dort fließt er in nördlicher Richtung durch Bramstedt, nimmt die Bramstedter Beeke auf und mündet südlich vom Kernort Nordwohlde in den Hombach.

## Landschaftsschutzgebiet
Im Bereich der Gemeinden Heiligenrode, Fahrenhorst, Ristedt, Nordwohlde, Bramstedt, Stühren, Hollwedel, Klosterseelte und Kirchseelte existiert seit 1967 das Landschaftsschutzgebiet Hombach-Finkenbach-Klosterbach. Mit einer Flächengröße von rd. 26,80 km² soll es als Naturbeobachtungs- und Erholungsgebiet dienen.